# 江口雄也
江口 雄也（えぐち ゆうや、1987年（昭和62年）11月7日 - ）は、日本のミュージシャン。BLUE ENCOUNTのギター担当、リーダーである。鹿児島県生まれ、熊本県育ち、熊本高等専門学校卒業。身長は180cm。血液型はO型。

## 人物
中学、高校とテニス部で、県で3位になったこともある。ライブの開場中や転換時のBGM選曲を担当している。
バンド内のファッションリーダー、過去にSHAREEF、HUMIS、gelatopiqueなどの服をライブ衣装として着用している。使っている香水はブルガリのオムニア。
実況パワフルプロ野球のアクティブユーザーであり課金のしすぎでカード会社から警告がきた事がある。また、ゲームの進捗具合をTwitterで呟いていたところたまたまKONAMI関係者の目に留まり、ハウリングダイバーのタイアップが決まった。

## 使用機材
メインギターはGibson ES-335。ギターアンプはBadcatのLynx 50を使用。生産量が非常に少なく、日本には数台しかないと言われており、Nothing's Carved In Stoneの生形真一が以前使用していたものが江口の手元に巡って来た可能性が高いと、共演時に本人から言われた。